# مجزرة عائلة جندية (13 أكتوبر 2023)
مجزرة عائلة جندية (13 أكتوبر 2023) هي مجزرةٌ ارتكبها سلاح الجوّ الإسرائيلي حينما أغارَ على منزل يتبع لعائلة جندية. وخلال يوم الجمعة الموافق 13 أكتوبر 2023 قام سلاح الجو بشن سلسلة غارات على حي الشجاعية، واستهدفت هذه الغارات منزل سكني يعيش به كافة أفراد عائلة جندية. هذه المجزرة من ضمن عدة مجازر وقعت خلال عملية طوفان الأقصى. تسبّبت هذه المجزرة الإسرائيليّة والتي استهدفت منزل يضم عدد من المدنيين إلى استشهاد أكثر من 25 شهيداً من عائلة جندية.

## خلفية الحدث
في ساعاتِ الصباح الأولى من يوم السابع من أكتوبر 2023 أطلقت حركة المقاومة الإسلامية حماس عبر ذراعها العسكري كتائب الشهيد عز الدين القسام عملية طوفان الأقصى وذلك ردًا على الاعتداءات الإسرائيلية وتدنيس الأقصى والاستمرار في الاستيطان، كما أكّد على ذلك محمد الضيف القائد العام للقسّام والذي أعطى إشارة انطلاق العمليّة التي شهدت اقتحامًا من المقاومين لمستوطنات غلاف غزة ونجحوا في قتلِ عدد كبيرٍ من الجنود الإسرائيلين، وأسر عشرات آخرين كما استطاعوا خلال ساعات قطع عشرات الكيلومترات ووصلوا لمستوطنات أبعد من تلك المحيطة والقريبة من قطاع غزة.
استمرَّت الاشتباكات بين الجيش الإسرائيلي وبين المقاومين في عديد من المستوطنات وعلى رأسها مستوطنة سديروت. الرد الإسرائيلي على هذه العمليّة جاء من خلال شنّ سلاح الجو الإسرائيلي عشرات الغارات العشوائيّة على القطاع متسبّبة في مقتل عشرات المدنيين وتدمير البنية التحتية لمدن القطاع، ليصل حد فرض إغلاق شامل وقطع متعمد لكل الخدمات من ماء وكهرباء وغاز، وهو ما هدَّد حياة أكثر من مليونَي فلسطيني يعيشُ داخل القطاع الذي يُعاني أصلًا من تبعات الحصار الخانق عليهم منذ ستة عشر عاماً.

## الضحايا
1. كامل محمد جندية
2. خضرة يونس جندية
3. محمد كامل جندية
4. سماح محمد جندية
5. صفاء محمد جندية
6. آية محمد جندية
7. فرح محمد جندية
8. كامل محمد جندية
9. عامر كامل جندية
10. فاطمة رأفت جندية
11. سجى عامر جندية
12. سجود عامر جندية
13. حلا عامر جندية
14. سما عامر جندية
15. غزل عامر جندية
16. عاهد عامر جندية
17. منال إسماعيل جندية
18. عمر جندية
19. ليان عمر جندية
20. تالا عمر جندية
21. لانا عمر جندية
22. جعفر عاهد جندية
23. منى عاهد جندية
24. عبد الرحمن محمد جندية
25. محمد عبد الرحمن جندية